# 阿维菌素

阿维菌素。

阿维菌素（INN：avermectin）是由阿维链霉菌（Streptomyces avermitilis）的天然发酵产物，化学结构为十六元大环内酯类衍生物，作为强力的驱虫药和杀虫剂使用。
阿维链霉菌是一种土壤放线菌。八个不同的阿维菌素被隔离在4对同源的化合物，具有一个主要的（a-成分）和次要（b-成分）成分，通常比率在80:20到90:10。其他从阿维菌素衍生的驱虫剂包括伊维菌素，Selamectin，多拉菌素和Abamectin。
2015年的诺贝尔生理及医学奖一半的獎金授予了威廉·C·坎贝尔和大村智，以奖励他们对抗寄生虫感染新治疗发现作出的贡献，包括阿维菌素的研发。

## 引用
1. ↑  Ōmura, Satoshi; Shiomi, Kazuro. . Pure and Applied Chemistry. 2007, 79 (4). doi:10.1351/pac200779040581.
2. 1 2  Pitterna, Thomas; Cassayre, Jérôme; Hüter, Ottmar Franz; Jung, Pierre M.J.; Maienfisch, Peter; Kessabi, Fiona Murphy; Quaranta, Laura; Tobler, Hans. . Bioorganic & Medicinal Chemistry. 2009, 17 (12): 4085. doi:10.1016/j.bmc.2008.12.069.